# Ашагы-Айрым
Ашагы-Айрум (азерб. Aşağı Ayrım) — село в Кельбаджарском районе Азербайджана. Расположено в горах Малого Кавказа на высоте 1574 м.

## История
В составе России село Айрым находилось в составе Джеванширского уезда Елизаветпольской губернии. По данным «Кавказского календаря» 1912 года в селе, указанном как Айрум, жило 84 человека, в основном азербайджанцев, указанных «татарами».
Согласно административно-территориальному делению непризнанной Нагорно-Карабахской Республики, под контролем которой село находилось в 1993—2020 годах, до возвращения под контроль Азербайджана — входило в Шаумяновский район (НКР).
25 ноября 2020 года на основании трёхстороннего соглашения между Азербайджаном, Арменией и Россией от 10 ноября 2020 года последовавшего после окончания Второй карабахской войны Кельбаджарский район, в том числе и село Ашагы-Айрым, возвращён под контроль Азербайджана. В январе 2021 года Минобороны Азербайджана распространило видеокадры из села.